# Protipapež Ursin
Ursin ali Ursicin (latinsko: Ursinus ali Ursicinus) je bil rimski škof  in protipapež) rimskokatoliške Cerkve, * okrog 300 Rim (Italija, Rimsko cesarstvo); † okrog 391 Neapelj (Italija, Rimsko cesarstvo).

## Življenjepis

### Bojeviti protipapež Ursin
Po Liberijevi smrti je manjša skupina, ki je nasprotovala spravljivemu Liberijevemu stališču do padlih , izvolila diakona Ursina za protipapeža.. Za škofa ga je posvetil tiburski škof Pavel. Za svoj sedež si je izbral cerkev Santa Maria in Trastevere, večinski papež pa Lateransko baziliko. Damaza je posvetil v škofa ostijski škof v Lovrencovi baziliki. On je poskušal od večine izvoljenega Damaza z vsemi sredstvi spodriniti. To je povzročilo nevaren upor in pravo državljansko vojno. Prišlo je celo do medsebojnih spopadov, ki jih Damaz ni mogel preprečiti. Nasprotniki so se spopadali po ulicah in celo po cerkvah je tekla kri. V Licinijevi baziliki je bilo tako ubitih 137, večinoma Ursinovih ljudi. Damaz se je zaradi preteče smrtne nevarnosti skrival po katakombah. Zapovedal je javne molitve v čast mučencem in zlasti Lovrencovi ter Feliksovi priprošnji je pripisoval svojo končno rešitev in zmago ter tudi umiritev razmer. 

### Spravljivi papež Damaz
Damaza je vse to dogajanje okoli novega papeža hudo prizadelo; ne toliko, da bi s tem lahko izgubil papeški položaj, čeprav je bil zakonito izvoljen, ampak ga je mučila skrb, da lahko iz tega nastane splošen razkol. On je hotel celo prostovoljno odstopiti tekmecu papeški sedež in živeti nekje v samoti. Dobronamerni prijatelji pa tega niso sprejeli in so se obrnili na cesarja Valentinijana I.; rimski župan Juvencij je Ursina in njegove najbolj vnete privržence izgnal iz mesta; medtem so se drugi skrivali iz strahu pred ljudstvom po pokopališčih. Preostalim v Rimu je papež iz srca odpustil brez trohice maščevalnosti. Kljub temu so nekateri pod vplivom Ursinovih spletk hoteli še naprej škodovati Damazovemu ugledu.  Damaz je dovolil, da se je Ursin vrnil v mesto Rim, kjer pa je nadaljeval hujskanje. Zato ga je prefekt Pretekstat dokončno izgnal v Galijo, od koder je pozneje prišel v Milano; tam se je pridružil arijancem. 

### Neapeljski škof
Že enajst dni po Damazovi smrti je bil izvoljen za papeža voditelj župnije  Svete Pudentijane , ugledni duhovnik (prezbiter) Siricij. Protipapež Ursin je zopet poizkusil srećo; vendar Rimljani niso dovolili, da bi se stvari zapletle tako, kot ob izvolitvi njegovega predhodnika Damaza. Tokrat se je postavil na njegovo stran tudi cesar Valentinijan; v svojem pismu izraža veselje nad njegovo izvolitvijo in poveličuje njegovo pobožnost. Ursinija so zopet izgnali iz Rima; tokrat je postal Neapeljski škof, kjer je umrl okrog 391. 